# Chlorissa viridaria
Chlorissa viridaria là một loài bướm đêm trong họ Geometridae.